# كلب المروج أبيض الذيل
كلب المروج أبيض الذيل (الاسم العلمي:Cynomys leucurus) (بالإنجليزية: White-tailed Prairie Dog)‏ هو نوع من الحيوانات يتبع جنس الكلب المروج من فصيلة سنجابية.